# 西川遥輝
西川 遥輝（にしかわ はるき、1992年4月16日 - ）は、和歌山県那賀郡貴志川町（現：紀の川市）出身のプロ野球選手（外野手）。右投左打。東京ヤクルトスワローズ所属。

## 経歴

### プロ入り前
社会人まで野球をしていた父親の影響で、西貴志小学校1年から野球を始める。小学校時代の3学年先輩に益田直也、1学年後輩に山崎晃大朗がいた。貴志川中学校時代は打田タイガースに所属し、2年時に全国大会優勝を果たす。
智弁和歌山高校進学後は1年時の2008年春から「1番・遊撃手」に抜擢され、春季大会では早くも4本塁打を記録。第90回選手権大会には直前に手を怪我し、痛み止めを飲みながら主に「9番・三塁手」で出場。初打席でセーフティーバントを成功させ、準々決勝の常葉菊川戦では2打席連続で三塁打を打つなど、13打数6安打を記録した。
1年秋からは3番を任され、2年生になった翌2009年春には右翼手に転向。6月の明徳義塾高校との練習試合で負傷し、その影響で夏の和歌山大会は満足に出場できなかったが、チームは第91回選手権大会に出場した。2回戦の札幌第一高校戦で適時二塁打を打つなど12打数4安打を記録した。
3年生になった2010年にはそれまで苦しんだ故障から回復したが、第82回選抜大会では同大会の優勝校である興南高校に敗れ、2回戦敗退。第92回選手権大会では成田高校に敗れ、初戦敗退となった。高校通算13本塁打。
2010年10月28日に行われたドラフト会議では、内野手として北海道日本ハムファイターズから2位指名を受け、契約金6000万円、年俸600万円（金額は推定）という条件で入団した。背番号は26。

### 日本ハム時代

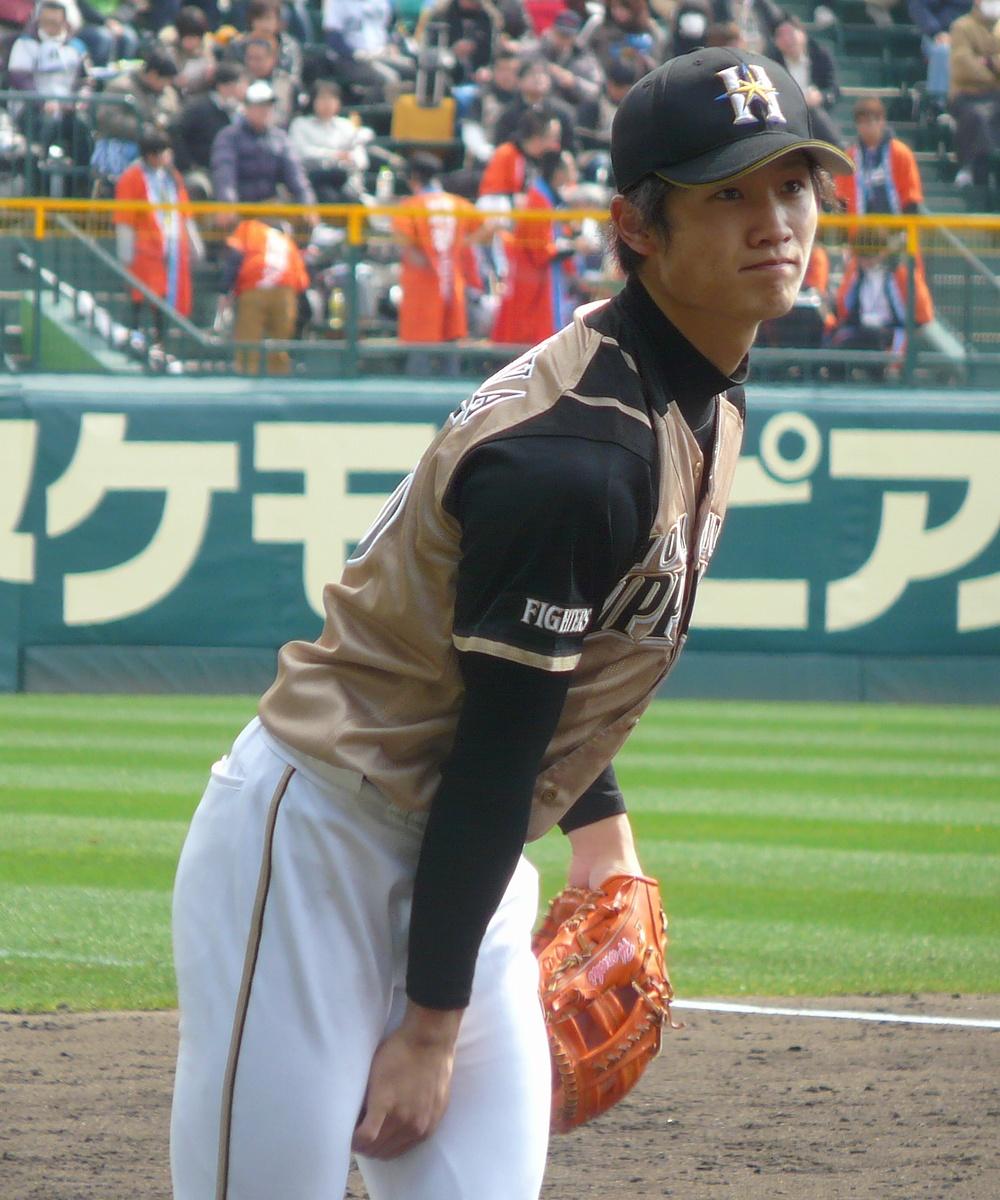
日本ハム時代
（2012年3月10日、阪神甲子園球場にて）

2011年は右肩を故障した影響で、イースタン・リーグの公式戦では指名打者に専念した。5月22日には二軍での活躍が認められ一軍へ昇格したが、試合に出場することなく5月24日に二軍へ降格。10月8日に行なわれたファーム日本選手権では、適時打を含む3安打を打ち優秀選手賞を受賞した。
2012年は春季キャンプから新監督の栗山英樹に期待され、オープン戦で好調を維持して開幕を一軍で迎えた。3月30日の埼玉西武ライオンズとの開幕戦で、ターメル・スレッジの代走としてプロ初出場を果たし、2日後の4月1日にプロ初盗塁を記録した。その後、二軍での再調整を経て故障したスレッジと入れ替わりで6月16日に再び一軍へ昇格した。6月18日の横浜DeNAベイスターズ戦にて小杉陽太からプロ初安打、6月27日の東北楽天ゴールデンイーグルス戦では美馬学からプロ初本塁打を記録した。その後は主に代打や指名打者として起用された。8月4日の楽天戦には、代打出場で逆転二塁打を打ってチームを勝利に導いた。正二塁手の田中賢介が離脱した翌日の8月30日には、二塁手で先発出場し、田中が抜けた穴を埋める働きを見せた。71試合に出場し、打率.239、2本塁打、13打点、7盗塁、14四球、出塁率.311を記録した。
2013年は開幕戦先発出場を勝ち取りそのまま二塁手のレギュラーに定着。しかし、6月3日のDeNA戦で左膝靭帯損傷と左脛骨骨挫傷を負い、2か月以上にわたり戦線離脱。その間に中島卓也が二塁手に定着したこともあり、復帰後は主に一塁手や左翼手として出場した。前年を上回る85試合に出場し、打率.278、2本塁打、26打点、リーグ6位となる22盗塁、31四球、出塁率.358を記録した。また、盗塁成功率では中島と共に9割を超えた。
2014年は開幕からしばらくは二塁手、主に2番打者を務めたが、3番打者がなかなか定着しないチーム事情により、交流戦頃からはそれまで1番打者だった陽岱鋼が3番に、空いた1番に西川が起用されることが多くなった。守備の面で苦戦を強いられ、中田翔の左膝の状態もあって一塁手や左翼手としても出場した。前年から二塁手の定位置を争っていた中島が二塁手に完全に定着したこともあって、後半戦は主に右翼手を務めた。最終的には自己最多となる143試合に出場し、打率.265、8本塁打、自己最多となる57打点、リーグ9位となる63四球、出塁率.343を記録し、盗塁ではリーグトップとなる43盗塁で自身初となる最多盗塁のタイトルを獲得した。最多盗塁を獲得したのは前年の陽岱鋼に続いて球団史上2人目で、日本人選手としては球団史上初の記録となった。また、シーズン三塁打13本はリーグ最多で、歴代6位を記録した。シーズンオフの11月20日、翌年から背番号をこの年限りで引退した金子誠らが着用した8に変更することが発表された。
2015年は、陽が故障で離脱していた前半戦では、主に1番打者を務めた。しかし、些細なミスが多く、シーズン中にはスタメン落ちや二軍調整も経験した。左翼手として出場した7月20日の楽天戦（札幌ドーム）には、6回表一死一塁の守備でギャビー・サンチェスが打った飛球を捕ると、捕ったボールを観客席へ投げ入れるというミスを犯している。アウトカウントを誤認したことによるもので、楽天の一塁走者ウィリー・モー・ペーニャには2つの安全進塁権が与えられたものの、先発投手のルイス・メンドーサが後続の打者を抑えたことから失点には至らなかった。陽が戦線に復帰した中盤戦以降は、陽が再び1番打者を務めたことから、主に9番打者として出場した。前年を下回るも125試合に出場し、打率.276、5本塁打、35打点、リーグ3位となる30盗塁、60四球、出塁率.368を記録した。シーズン終了後に開かれた第1回WBSCプレミア12に日本代表の第1次候補選手へ選出されたが、出場には至らなかった。11月15日には、翌年から背番号を7に変更することが発表された。契約更改後の記者会見では、2012年まで球団に在籍していた糸井嘉男が、途中から背番号を26から7に変更しており、その印象が強かったことから、球団に背番号変更を希望したと話した。なお、この年着用した背番号8は、捕手の近藤健介が着用することとなった。
2016年は、レギュラーシーズンの序盤は不調にあえぎ、2番打者や9番打者に回るも、セ・パ交流戦後から打撃のスタイルを一新。長打を捨てて単打と出塁に徹することで、「1番・左翼手」の定位置を掴み取り、打率・出塁率の大幅な上昇につながった。7月以降の公式戦では本塁打がなく、三塁打の本数も前半戦から大幅に減らしたものの、単打や二塁打の本数を増やす。138試合に出場し、キャリアハイでリーグ2位となる打率.314、5本塁打、43打点、リーグ3位となる41盗塁、同6位となる73四球、同4位となる出塁率.405を記録し、4年ぶりのリーグ優勝の原動力となった。クライマックスシリーズ突破を経て進出した広島東洋カープとの日本シリーズでは、同点で迎えた10月27日の第5戦（札幌ドーム）9回裏二死満塁の打席で、自身と同じ1992年生まれの中﨑翔太からサヨナラ本塁打を記録した。日本シリーズにおけるサヨナラ満塁本塁打は、1992年の第1戦12回裏に杉浦亨（ヤクルトスワローズ）が代打で記録して以来史上2人目で、スタメンに起用された選手や9回裏での記録としては初めてである。29日の第6戦（マツダスタジアム）では、1回表の第1打席に野村祐輔が投じた初球で三塁打を記録すると、4回表の第3打席でも2点三塁打を打ってチームのシリーズ制覇に貢献した。日本シリーズの1回表に1番打者が相手投手の初球で三塁打を記録した事例は史上初めてで、1人の選手が日本シリーズで1試合に2本の三塁打を打った事例は、2003年の第2戦で川﨑宗則（福岡ダイエーホークス）が記録して以来2人目である。これらの活躍から日本シリーズの優秀選手に選ばれた。オフにはパ・リーグの外野手部門でベストナインへの初選出を果たした。契約交渉では推定年俸1億円（3800万円増）で契約を更改した。
2017年は登録ポジションを内野手から外野手へ変更した。前年に続いて「1番・左翼手」として公式戦の開幕を迎えたが、シーズン途中からは読売ジャイアンツへFA移籍した陽岱鋼の後任として中堅手で起用された。チームが菊池雄星の前に1安打完封負けを喫した4月21日の対西武戦（メットライフドーム）では、1回表の第1打席に菊池からチーム唯一の安打を記録した。さらに、オールスターゲームには、故障を理由に出場を辞退したチームメイトの近藤（ファン投票パ・リーグ外野手部門3位）に代わる補充選手として初出場。7月14日の第1戦（ナゴヤドーム）では、5回裏の守備から出場すると、7回表の初打席で初安打を記録した。さらに、8回表の打席で右翼5階席に推定飛距離141mの本塁打を打ったことから、敢闘選手賞を受賞。この年から創設された「マイナビ賞」（オールスターゲーム2試合を通じて1名だけ選出される協賛社特別表彰）の受賞にも至った。138試合に出場し、リーグ4位となる打率.296、9本塁打、44打点、同4位となる69四球、同3位となる出塁率.378を記録し、盗塁では源田壮亮とシーズンを通して争った末に、39盗塁で盗塁王のタイトルを3年ぶりに獲得した。オフには2年連続となる外野手部門でのベストナインと、自身初となるゴールデングラブ賞を受賞した。
2018年は一軍公式戦の開幕から正中堅手に定着。6月1日の中日ドラゴンズ戦（札幌ドーム）2回裏の第2打席に中前安打で出塁すると、シーズン通算18個目の盗塁を二盗で記録したことによって、NPB史上75人目の一軍公式戦通算200盗塁を達成した（詳細後述）。シーズン序盤は1番打者を任されていたが、開幕から2番に入っていた大田泰示が故障で戦線を離脱した6月下旬以降は、大田に代わって2番を打つこともあった。140試合に出場し、打率.278、自己最多かつ初となる2桁本塁打の10本塁打、48打点、リーグ最多の96四球、同6位の出塁率.391を記録し、44盗塁で2年連続3度目となる盗塁王を獲得した。オフには2年連続2度目となるゴールデングラブ賞を受賞した。契約更改では推定年俸2億円となる2年総額4億円の複数年契約を結んだ。
2019年も中堅手のレギュラーとして142試合に出場し、リーグ10位となる打率.288、5本塁打、41打点、同6位となる19盗塁、同2位の93四球、同5位の出塁率.393を記録した。2014年シーズン以来、5年連続で記録していた30盗塁がこのシーズンで途切れた。守備では3年連続となるゴールデングラブ賞を受賞した。オフに現状維持の推定年俸2億円で契約を更改し、2020年から中田翔に代わりチームのキャプテンを務めることと、2020年のオフにポスティングシステムでのMLB挑戦を希望することを発表した。
2020年は新型コロナウイルスの影響で開幕が約3か月遅れた中、開幕2戦目となる6月20日の西武戦で4回表に松本航から右前安打を打ち、通算1000安打を達成。7月14日の千葉ロッテマリーンズ戦（札幌ドーム）では、1回裏に出塁した後、二盗を記録し、史上46人目となる通算250盗塁を達成した。この時点での通算盗塁成功率は.863で、通算250盗塁以上で成功率8割超えは、西川を含め5人しかいなかった。120試合中115試合に出場し、リーグ4位となる打率.306、5本塁打、39打点、同2位の42盗塁、リーグ最多の92四球、同4位の出塁率.430を記録した。オフには4年連続でゴールデングラブ賞を受賞した。西川のメジャーリーグ挑戦を球団が認め、12月3日にポスティング申請が行われた。
2021年1月3日の期限までにポスティング移籍での交渉が成立しなかったため、1月28日に4000万円増となる推定年俸2億4000万円で日本ハムに残留することが発表された。3・4月は出塁率.382と依然として出塁能力の高さを誇っていたが打率.208と打撃不振に苦しみ、さらに新型コロナウイルスに感染し4月30日に登録抹消となった。5月15日に一軍復帰し打撃不振に苦しみながらも出場を続け、8月27日の西武戦で通算300盗塁を達成した。20代での300盗塁到達は史上8人目となった。レギュラーシーズン最終戦となった10月30日の対千葉ロッテマリーンズ戦（ZOZOマリンスタジアム）の7回表に木村文紀の代走として出場し、24個目となる二盗を決め、自身4度目となる盗塁王のタイトルを獲得した。荻野貴司、和田康士朗、源田壮亮も同数で並び、プロ野球史上初の4選手による盗塁王獲得となった。しかし、11月16日に球団が保留手続きを行わないことを発表し、12月2日に大田泰示、秋吉亮と共に自由契約となった。

### 楽天時代
2021年12月22日に東北楽天ゴールデンイーグルスと契約したことが発表された。背番号は6、推定年俸は1億5500万円減となる8500万円。

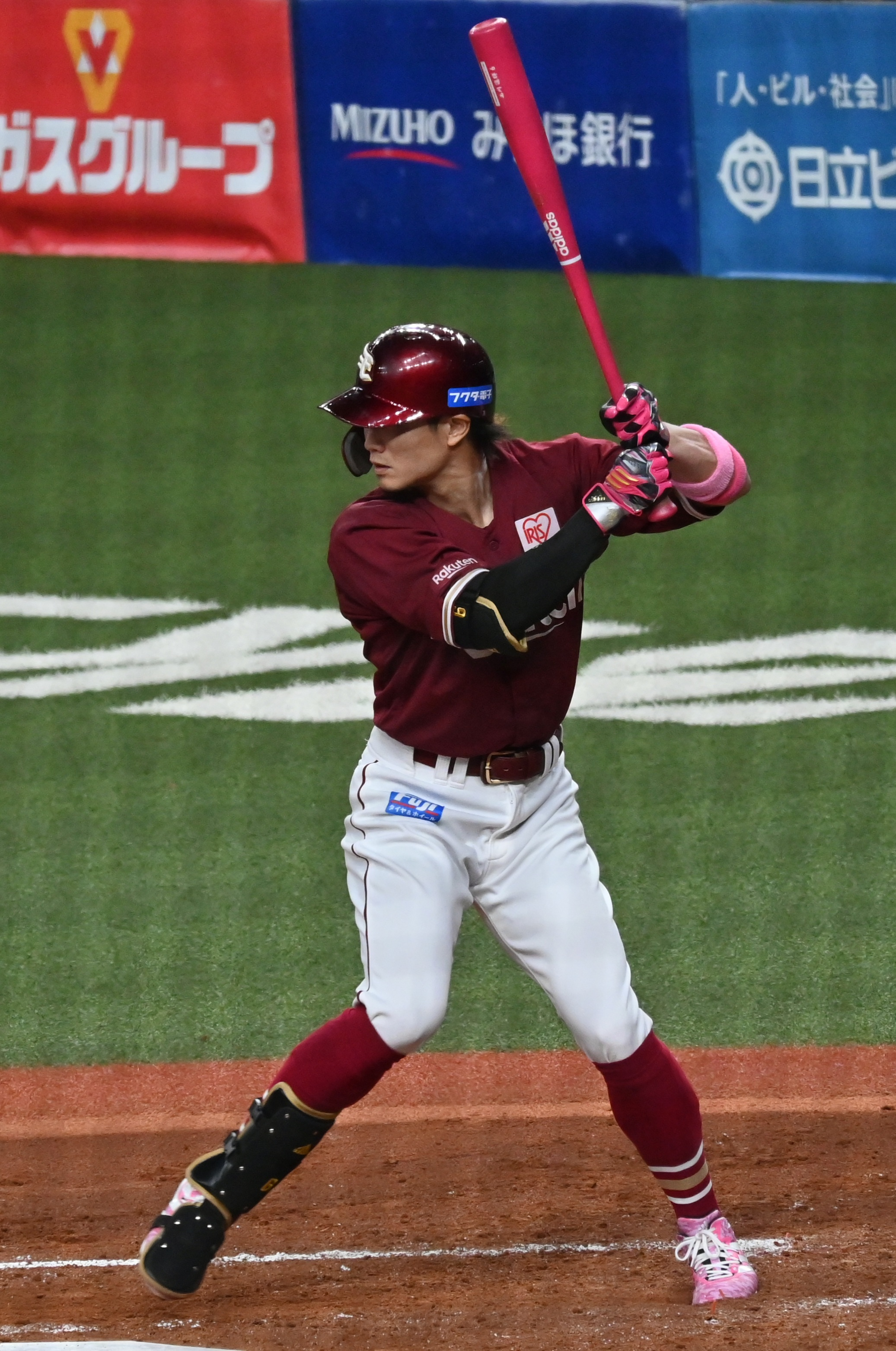
楽天時代
（2022年5月8日、京セラドーム大阪にて）

2022年は、開幕戦である3月25日のロッテ戦で「1番・左翼手」先発出場。同27日のロッテ戦では佐々木朗希から逆転の2点三塁打を放つなど、この試合で3打点を記録した。30歳の誕生日である4月16日に開催された対ソフトバンク戦（北九州市民球場）では、9回に森唯斗から逆転本塁打を打ち、チームの勝利に貢献した。4月30日のソフトバンク戦では3点ビハインドの9回二死一・二塁の場面で起死回生の同点3点本塁打を放った。3・4月は打率.333、5本塁打、21打点、7盗塁を記録し、自身初の月間MVPに輝いた。しかしながら、5月になると打率が急降下し、月間打率.162と不振に苦しみ、6月も月間打率.184に沈んだ。5月27日のヤクルト戦から6月5日のDeNA戦まで41打席連続無安打を記録。また、盗塁数19、失敗数9とこれまでのシーズンと比べると自慢の走力も振るわず、苦しいシーズンを過ごした。その一方で守備は良く、5月19日までに8補殺を記録、最終的には外野手に限ればリーグ最多となる10補殺を記録した。しかし、5月以降打撃は大ブレーキとなり復調せず、同シーズンは108試合の出場で打率.218、7本塁打、37打点と低迷し、11月29日には1500万円ダウンの7000万円で契約を更改した。
2023年は開幕を二軍で迎える。4月11日に一軍へ昇格するが、打率.178と不振で5月28日に二軍へ降格した。7月6日に絶不調の島内宏明と入れ替えで一軍へ再昇格したが、ここでも結果を残せず8月11日に再び島内と入れ替わって二軍落ちとなり、そのままシーズンを終えた。このシーズンはわずか35試合の出場で打率.181、1本塁打、4打点、2盗塁と自己最低の成績に終わり、10月11日に戦力外通告を受けた。12球団合同トライアウトには参加しなかったが、11月17日にはヤクルトが背番号3を用意して獲得へ向けて調査していることが報じられた。

### ヤクルト時代
2023年11月17日、東京ヤクルトスワローズへの入団が発表された。背番号は3。推定年俸は前年より5400万円減となる1600万円と報じられている。
2024年は塩見泰隆の離脱により6月下旬の時点で主に「1番・中堅手」として定着。6月23日の読売ジャイアンツ戦（東京ドーム）で移籍後公式戦初となる3点本塁打を放つなど、最終的には113試合に出場したが、打率.260、本塁打は1本に留まった。盗塁は2年ぶりに二桁（10盗塁）を記録した。

## 選手としての特徴

### 走塁
一塁到達時間が2013年にはバント安打で3秒57、内野安打で3秒97を記録する俊足の持ち主。50メートル5秒8。また、左打者であり、一定の長打力も兼ね備えていることから、併殺打数が非常に少なく、2016年のシーズンには2009年の田中賢介以来となる「規定打席到達者のシーズン併殺打なし」を記録した。
日本ハム入団8年目の2018年6月1日に中日戦でNPB一軍公式戦通算200盗塁を記録し、盗塁死はわずか31で、盗塁成功率.868は歴代の200盗塁達成者75名の中で最も高かった（2位は鈴木尚広の.830）。西川自身は200盗塁を達成した直後に、「アウトになるなら、走らないほうが良い。（盗塁の成功数が増えるにつれて相手バッテリーからの）マークが厳しくなるのは仕方がないが、（相手バッテリーに）隙ができたら走れば良いので、盗塁成功率をもっと上げられる」と述べている。2022年シーズン終了時点で通算盗塁成功率.837を記録している。盗塁成功率が高いことから、2021年シーズンが始まる前に、すでに日本のプロ野球界で赤星式盗塁指標史上7位にランクインしていた。
2018年5月30日の巨人戦（東京ドーム）でも、3点リードの9回表一死から二塁走者として三塁への盗塁に成功。成功の直後に「西川選手通算200盗塁」というメッセージやアナウンスがドーム内で流されたが、「巨人の野手陣が西川の走塁に無関心だった」という公式記録員の判断で、このプレーは盗塁とみなされなかった。

### 打撃
打撃フォームは、一本足打法でタイミングを取るスタイル。追い込まれた場合にはミート中心のスイングに切り替える。2015年には、従来の一本足打法から、大きく上げた右足をもう一度上げてから下ろす一本足打法を導入していた。
選球眼が良く、2014年から4年連続で60個以上の四球を記録している。

### 守備
プロ入り後当初は、二塁手であった。しかしながら、ゴロ処理や送球にやや不安があったため、俊足を生かすために、のちに外野手に本格的に転向した。外野では、俊足を生かした広い守備範囲が持ち味で、日本ハム時代は4年連続でゴールデン・グラブ賞を獲得している。肩は、ルーキー時代の怪我の影響で、他の選手と比べて弱いものの、打球判断や送球の正確さでカバーしている。その他、日本ハム時代には一塁手として出場することもあった。

## 人物
端正な顔立ちから女性人気が高く、「ハルキスト」と呼ばれる熱狂的なファンも多い。
2016年6月にファイターズが実施したファン投票企画「彼氏にしたい選手No.1決定戦」では、中島卓也、大谷翔平に次いで3位にランクイン。大谷がMLBのロサンゼルス・エンゼルスへ移籍した2018年からは、ニッポンハムグループの「食とスポーツ応援アンバサダー」へ任命されるとともに、前年まで大谷が出演していたグループのテレビCMに登場している。
視野を広くするため、帽子の鍔は折らず真っ平らにしている。
楽天在籍時代の2023年、ファームで会うことの増えた、同じく俊足が売りの辰見鴻之介に自身のスパイクを譲った。スポンサーのついていない辰見はスポーツ用品の購入も難しく、西川の激励に感動したという。

## 詳細情報

### 年度別打撃成績
| 年 度      | 球 団      | 試 合 | 打 席 | 打 数 | 得 点 | 安 打 | 二 塁 打 | 三 塁 打 | 本 塁 打 | 塁 打 | 打 点 | 盗 塁 | 盗 塁 死 | 犠 打 | 犠 飛 | 四 球 | 敬 遠 | 死 球 | 三 振 | 併 殺 打 | 打 率 | 出 塁 率 | 長 打 率 | O P S |
| ---------- | ---------- | ----- | ----- | ----- | ----- | ----- | -------- | -------- | -------- | ----- | ----- | ----- | -------- | ----- | ----- | ----- | ----- | ----- | ----- | -------- | ----- | -------- | -------- | ----- |
| 2012       | 日本ハム   | 71    | 155   | 134   | 22    | 32    | 6        | 1        | 2        | 46    | 13    | 7     | 0        | 7     | 0     | 14    | 0     | 0     | 34    | 0        | .239  | .311     | .343     | .654  |
| 2013       | 日本ハム   | 85    | 332   | 281   | 35    | 78    | 18       | 1        | 2        | 104   | 26    | 22    | 2        | 14    | 1     | 31    | 0     | 5     | 69    | 5        | .278  | .358     | .370     | .729  |
| 2014       | 日本ハム   | 143   | 637   | 555   | 90    | 147   | 19       | 13       | 8        | 216   | 57    | 43    | 11       | 16    | 0     | 63    | 1     | 3     | 139   | 1        | .265  | .343     | .389     | .732  |
| 2015       | 日本ハム   | 125   | 521   | 442   | 68    | 122   | 18       | 9        | 5        | 173   | 35    | 30    | 7        | 15    | 0     | 60    | 2     | 4     | 98    | 1        | .276  | .368     | .391     | .759  |
| 2016       | 日本ハム   | 138   | 593   | 493   | 76    | 155   | 18       | 4        | 5        | 196   | 43    | 41    | 5        | 22    | 2     | 73    | 0     | 3     | 113   | 0        | .314  | .405     | .398     | .802  |
| 2017       | 日本ハム   | 138   | 623   | 541   | 82    | 160   | 26       | 6        | 9        | 225   | 44    | 39    | 5        | 6     | 3     | 69    | 0     | 4     | 103   | 6        | .296  | .378     | .416     | .794  |
| 2018       | 日本ハム   | 140   | 636   | 528   | 90    | 147   | 25       | 6        | 10       | 214   | 48    | 44    | 3        | 7     | 2     | 96    | 1     | 3     | 103   | 1        | .278  | .391     | .405     | .796  |
| 2019       | 日本ハム   | 142   | 651   | 548   | 88    | 158   | 26       | 6        | 5        | 211   | 41    | 19    | 5        | 8     | 0     | 93    | 2     | 2     | 111   | 5        | .288  | .393     | .385     | .779  |
| 2020       | 日本ハム   | 115   | 523   | 422   | 82    | 129   | 17       | 3        | 5        | 167   | 39    | 42    | 7        | 4     | 3     | 92    | 1     | 2     | 84    | 5        | .306  | .430     | .396     | .825  |
| 2021       | 日本ハム   | 130   | 547   | 447   | 68    | 104   | 19       | 5        | 3        | 142   | 35    | 24    | 11       | 3     | 4     | 89    | 1     | 4     | 99    | 3        | .233  | .362     | .318     | .673  |
| 2022       | 楽天       | 108   | 451   | 372   | 58    | 81    | 17       | 4        | 7        | 127   | 37    | 19    | 8        | 6     | 2     | 68    | 0     | 3     | 103   | 2        | .218  | .342     | .341     | .683  |
| 2023       | 楽天       | 35    | 87    | 72    | 11    | 13    | 2        | 1        | 1        | 20    | 4     | 2     | 0        | 2     | 1     | 11    | 0     | 0     | 24    | 0        | .181  | .286     | .278     | .563  |
| 2024       | ヤクルト   | 113   | 363   | 308   | 43    | 80    | 13       | 2        | 1        | 100   | 24    | 10    | 2        | 3     | 6     | 40    | 1     | 6     | 51    | 3        | .260  | .350     | .325     | .675  |
| 通算：13年 | 通算：13年 | 1483  | 6119  | 5143  | 813   | 1406  | 224      | 61       | 63       | 1941  | 446   | 342   | 66       | 113   | 24    | 799   | 9     | 39    | 1131  | 32       | .273  | .374     | .377     | .751  |

- 2024年度シーズン終了時
- 各年度の太字はリーグ最高

### 年度別打撃成績所属リーグ内順位
| 年 度 | 年 齢 | リ ｜ グ   | 打 率 | 安 打 | 二 塁 打 | 三 塁 打 | 本 塁 打 | 打 点 | 盗 塁 | 四 球 | 出 塁 率 |
| ----- | ----- | ---------- | ----- | ----- | -------- | -------- | -------- | ----- | ----- | ----- | -------- |
| 2012  | 20    | パ・リーグ | -     | -     | -        | -        | -        | -     | -     | -     | -        |
| 2013  | 21    | パ・リーグ | -     | -     | -        | -        | -        | -     | 6位   | -     | -        |
| 2014  | 22    | パ・リーグ | -     | 10位  | -        | 1位      | -        | -     | 1位   | 9位   | -        |
| 2015  | 23    | パ・リーグ | -     | -     | -        | 2位      | -        | -     | 3位   | -     | 8位      |
| 2016  | 24    | パ・リーグ | 2位   | 6位   | -        | 7位      | -        | -     | 3位   | 6位   | 4位      |
| 2017  | 25    | パ・リーグ | 4位   | 3位   | 8位      | 4位      | -        | -     | 1位   | 4位   | 3位      |
| 2018  | 26    | パ・リーグ | -     | -     | -        | 6位      | -        | -     | 1位   | 1位   | 6位      |
| 2019  | 27    | パ・リーグ | 10位  | 8位   | 10位     | 2位      | -        | -     | 6位   | 2位   | 5位      |
| 2020  | 28    | パ・リーグ | 4位   | 4位   | -        | 9位      | -        | -     | 2位   | 1位   | 4位      |
| 2021  | 29    | パ・リーグ | -     | -     | -        | 4位      | -        | -     | 1位   | 3位   | 10位     |
| 2022  | 30    | パ・リーグ | -     | -     | -        | 8位      | -        | -     | 6位   | 4位   | -        |
| 2023  | 31    | パ・リーグ | -     | -     | -        | -        | -        | -     | -     | -     | -        |
| 2024  | 32    | セ・リーグ | -     | -     | -        | -        | -        | -     | 8位   | -     | -        |

- -は10位未満（打率は規定打席未到達の場合も-と表記）

### 年度別守備成績
内野守備
| 年 度 | 球 団    | 一塁  | 一塁  | 一塁  | 一塁  | 一塁  | 一塁     | 二塁  | 二塁  | 二塁  | 二塁  | 二塁  | 二塁     | 三塁  | 三塁  | 三塁  | 三塁  | 三塁  | 三塁     | 遊撃  | 遊撃  | 遊撃  | 遊撃  | 遊撃  | 遊撃     |
| 年 度 | 球 団    | 試 合 | 刺 殺 | 補 殺 | 失 策 | 併 殺 | 守 備 率 | 試 合 | 刺 殺 | 補 殺 | 失 策 | 併 殺 | 守 備 率 | 試 合 | 刺 殺 | 補 殺 | 失 策 | 併 殺 | 守 備 率 | 試 合 | 刺 殺 | 補 殺 | 失 策 | 併 殺 | 守 備 率 |
| ----- | -------- | ----- | ----- | ----- | ----- | ----- | -------- | ----- | ----- | ----- | ----- | ----- | -------- | ----- | ----- | ----- | ----- | ----- | -------- | ----- | ----- | ----- | ----- | ----- | -------- |
| 2012  | 日本ハム | -     | -     | -     | -     | -     | -        | 29    | 44    | 57    | 5     | 10    | .953     | 5     | 1     | 4     | 1     | 0     | .833     | 2     | 2     | 1     | 0     | 0     | 1.000    |
| 2013  | 日本ハム | 24    | 193   | 7     | 1     | 7     | .995     | 56    | 116   | 166   | 10    | 28    | .966     | -     | -     | -     | -     | -     | -        | -     | -     | -     | -     | -     | -        |
| 2014  | 日本ハム | 51    | 245   | 15    | 1     | 19    | .996     | 60    | 130   | 160   | 9     | 23    | .970     | -     | -     | -     | -     | -     | -        | -     | -     | -     | -     | -     | -        |
| 2015  | 日本ハム | 13    | 55    | 2     | 0     | 1     | 1.000    | 6     | 11    | 17    | 2     | 3     | .933     | -     | -     | -     | -     | -     | -        | -     | -     | -     | -     | -     | -        |
| 2016  | 日本ハム | 7     | 45    | 3     | 0     | 1     | 1.000    | -     | -     | -     | -     | -     | -        | -     | -     | -     | -     | -     | -        | -     | -     | -     | -     | -     | -        |
| 通算  | 通算     | 95    | 538   | 27    | 2     | 28    | .996     | 151   | 301   | 400   | 26    | 64    | .964     | 5     | 1     | 4     | 1     | 0     | .833     | 2     | 2     | 1     | 0     | 0     | 1.000    |

外野守備
| 年 度 | 球 団    | 外野  | 外野  | 外野  | 外野  | 外野  | 外野     |
| 年 度 | 球 団    | 試 合 | 刺 殺 | 補 殺 | 失 策 | 併 殺 | 守 備 率 |
| ----- | -------- | ----- | ----- | ----- | ----- | ----- | -------- |
| 2013  | 日本ハム | 5     | 8     | 0     | 0     | 0     | 1.000    |
| 2014  | 日本ハム | 68    | 92    | 3     | 2     | 2     | .979     |
| 2015  | 日本ハム | 116   | 199   | 2     | 6     | 1     | .971     |
| 2016  | 日本ハム | 128   | 245   | 9     | 3     | 2     | .988     |
| 2017  | 日本ハム | 138   | 281   | 2     | 2     | 0     | .993     |
| 2018  | 日本ハム | 139   | 309   | 4     | 3     | 2     | .991     |
| 2019  | 日本ハム | 142   | 278   | 5     | 3     | 3     | .990     |
| 2020  | 日本ハム | 100   | 202   | 2     | 2     | 0     | .990     |
| 2021  | 日本ハム | 124   | 230   | 2     | 2     | 1     | .991     |
| 2022  | 楽天     | 100   | 216   | 10    | 1     | 3     | .996     |
| 2023  | 楽天     | 24    | 48    | 0     | 0     | 0     | 1.000    |
| 2024  | ヤクルト | 98    | 167   | 1     | 3     | 0     | .982     |
| 通算  | 通算     | 1182  | 2275  | 40    | 27    | 14    | .988     |

- 2024年度シーズン終了時
- 各年度の太字はリーグ最高
- 太字年はゴールデングラブ賞受賞

### タイトル
- 盗塁王：4回（2014年、2017年、2018年、2021年）

### 表彰
- ベストナイン：2回（外野手部門：2016年、2017年）
- ゴールデングラブ賞：4回（外野手部門：2017年 - 2020年）
- 月間MVP：1回（野手部門：2022年3・4月[43]）
- 日本シリーズ優秀選手賞：1回（2016年）
- オールスターゲーム敢闘選手賞：1回（2017年第1戦）
- オールスターゲーム マイナビ賞・日産ノート e-POWER賞：1回（2017年）
- 札幌ドームMVP：1回（野球部門：2017年）

### 記録
初記録
- 初出場：2012年3月30日、対埼玉西武ライオンズ1回戦（札幌ドーム）、6回裏にターメル・スレッジの代走で出場[81]
- 初盗塁：2012年4月1日、対埼玉西武ライオンズ3回戦（札幌ドーム）、9回裏に二盗（投手：エンリケ・ゴンザレス、捕手：炭谷銀仁朗）[56]
- 初打席：2012年4月3日、対オリックス・バファローズ1回戦（札幌ドーム）、6回裏に鶴岡慎也の代打で出場、香月良太から空振り三振
- 初安打：2012年6月18日、対横浜DeNAベイスターズ4回戦（横浜スタジアム）、9回表に増井浩俊の代打で出場、小杉陽太から三塁内野安打[82]
- 初得点：同上、9回表に三走として中田翔の安打で生還
- 初打点・初本塁打：2012年6月27日、対東北楽天ゴールデンイーグルス8回戦（東京ドーム）、7回裏に鶴岡慎也の代打で出場、美馬学から右越2ラン[5]
- 初先発出場：2012年6月30日、対埼玉西武ライオンズ10回戦（西武ドーム）、7番・指名打者で先発出場[83]

節目の記録
- 200盗塁：2018年6月1日、対中日ドラゴンズ1回戦（札幌ドーム）、2回裏に二盗（投手：柳裕也、捕手：松井雅人） ※史上75人目[56]
- 1000安打：2020年6月20日、対埼玉西武ライオンズ2回戦（メットライフドーム）、4回表に松本航から右前安打 ※史上304人目[82]
- 1000試合出場：2020年7月9日、対オリックス・バファローズ3回戦（京セラドーム大阪）、「1番・中堅手」で先発出場 ※史上506人目[81]
- 250盗塁：2020年7月14日、対千葉ロッテマリーンズ1回戦（札幌ドーム）、1回裏に二盗（投手：美馬学、捕手：田村龍弘） ※史上46人目[28]
- 300盗塁：2021年8月27日、対埼玉西武ライオンズ12回戦（メットライフドーム）、8回表に二盗（投手：マット・ダーモディ、捕手：柘植世那） ※史上30人目[36]
- 1000三振：2022年5月21日、対オリックス・バファローズ8回戦（楽天生命パーク宮城）、3回裏に山本由伸から見逃し三振 ※史上74人目
- 1500試合出場：2025年5月1日、対DeNA4回戦（神宮）、「1番・中堅手」で先発出場 ※史上211人目[84]

日本シリーズにおける記録
- サヨナラ満塁本塁打：2016年10月27日、同第5戦（札幌ドーム）、投手：中﨑翔太 ※1992年の日本シリーズ第1戦の杉浦享に次いでNPB史上2人目[14]
- サヨナラ本塁打：同上 ※NPB史上15人目、球団史上2人目[14]
- 満塁本塁打：同上 ※同18人目、球団史上初[14]
- 1試合2三塁打：2016年10月29日、同第5戦（MAZDA Zoom-Zoomスタジアム広島） ※史上2人目、最多タイ記録[85]
- シリーズ2三塁打：同上 ※6試合制では史上初[85]

その他の記録
- シーズン13三塁打：2014年 ※NPB歴代6位
- 45試合連続出塁：2016年 ※日本ハム球団では小笠原道大の60試合（2001年）に次いで2位[86][注 1]
- 規定打席到達でのシーズン無併殺打：2016年 ※史上12人目、日本ハム球団では田中賢介（2009年）以来2人目[87]
- 751打席連続無併殺打：2015年9月2日 - 2017年5月4日[注 2][88]
- オールスターゲーム出場：2回（2017年、2019年）

### 背番号
- 26（2011年 - 2014年）
- 8（2015年）
- 7（2016年 - 2021年）
- 6（2022年 - 2023年）
- 3（2024年 - ）

### 登場曲
・「HEART BEAT」加藤ミリヤ(2013年)
- 「Heartbreaker」G-Dragon（2014年）
- 「GOOD BOY」GD X TAEYANG（2015年 - 2016年）
- 「FXXK IT」BIGBANG（2017年）
- 「The Name」DOBERMAN INFINITY（2017年 - 2018年）
- 「alone feat. SALU」清水翔太（2018年）
- 「君に捧げる応援歌」HIPPY（2018年）
- 「Uproar feat. Swizz Beatz」Lil Wayne（2019年）
- 「TROLLZ」6ix9ine & Nicki Minaj（2020年）
- 「Bussin' feat. \ellow Bucks」AK-69（2020年途中）
- 「Balls Out feat.MIYACHI & Shurkn Pap」\ellow Bucks（2021年）
- 「I'm the shit feat. \ellow Bucks」AK-69（2021年途中）
- 「ライフイズビューティフル」ケツメイシ（2022年）
- 「Asian Flow (feat. ¥ellow Bucks)」Tee（2023年）

## 関連情報

### 出演

#### CM
- ニッポンハムグループ（2018年1月 - ）
  - 全国向けに放送される「強いカラダをつくる、は終わらない。」編に単独で出演するほか、ファイターズの本拠地である北海道内を中心に放送されるCMで、自身と同じく「食とスポーツ応援アンバサダー」へ任命された栗山英樹一軍監督およびチームメイト（田中賢介・中島・近藤・杉谷拳士）と共演[65]。
- ティーバイティーガレージ (2019年 - 2021年)
  - 北海道地区限定CM。中田・杉谷・宮西尚生と共演。

#### テレビ番組
- 週刊ナンバー7〜西川遥輝〜（2017年7月1日 - 2018年12月22日 テレビ北海道）